# Holzhausen am Hünstein
Holzhausen (bis zur Eingemeindung Holzhausen am Hünstein, zuvor auch Holzhausen b. Gladenbach, mundartlich Hulzhause) ist ein Dorf im Hessischen Hinterland und als solches ein Ortsteil der Großgemeinde Dautphetal im mittelhessischen Landkreis Marburg-Biedenkopf. Der Ort ist ein staatlich anerkannter Erholungsort.

## Geographie

### Lage
Holzhausen liegt 24 km westlich von Marburg an der Kreisstraße 74, nördlich der Bottenhorner Hochflächen.

### Ortsname
Vor dem Zusammenschluss mit anderen Gemeinden zur Großgemeinde Dautphetal hieß Holzhausen amtlich Holzhausen am Hünstein oder kurz Holzhausen a. H. zur Unterscheidung von anderen Holzhausens, vor allem von dem im selben Kreisgebiet gelegenen Holzhausen b. Battenberg. Neben der amtlichen existierten einige weitere Schreibweisen, wie Holzhausen (Hünstein). Vor der Benennung nach dem Berg Hünstein hieß der Ort Holzhausen b. Gladenbach. Die Schreibweisen mit Namenszusatz sind heute nach wie vor gebräuchlich.

### Klima
Das Gebiet liegt nach der Köppen-Geiger-Klassifikation im gemäßigten Ozeanklima (Cfb-Klima) der mittleren Breiten. Die mittlere Tagestemperatur beträgt im Sommer ungefähr 15 bis 16 °C und im Winter etwa −1 bis 1 °C. Die mittlere Niederschlagshöhe beträgt in zirka 800 bis 1000 mm.

## Geschichte
Die älteste bekannte und gesicherte schriftliche Erwähnung von Holzhausen erfolgte unter dem Namen Holzhusen im Jahr 1251, als Heinrich von Damshausen einer Schenkung, nach dem Tod seines Bruders, an den Deutschen Orden in Marburg zustimmte. 1368 versöhnten sich die Herren von Hohenfels mit der Stadt Wetzlar wegen der Übergriffe auf die Stadt zu Holzhausen und am Streichenberg. Der Marburger Bürger Wigand Mühlbach wies im Jahr 1443 dem Kloster Caldern nach, dass seine Vorfahren diesem eine Gülte aus dem inzwischen verkauften Mühlbachgut in Holzhausen geschenkt hatten, und übergab diese dem Kloster erneut. Im Jahr 1455 vermachte Gernand von Dausenbach dem Deutschen Orden Gefälle aus seinem Hof in Holzhausen. 1463 verkauften der Marburger Schöffe Ludwig Imhof und seine Frau Luise, eine geborene von Hohenfels, dem Hospital in Biedenkopf Ländereien. Im Jahr 1577 hielten der Deutsche Orden fünf, die von Hatzfeld, die Herren von Dernbach, die Grafen von Solms und das Kloster Haina je ein Gut in Holzhausen.

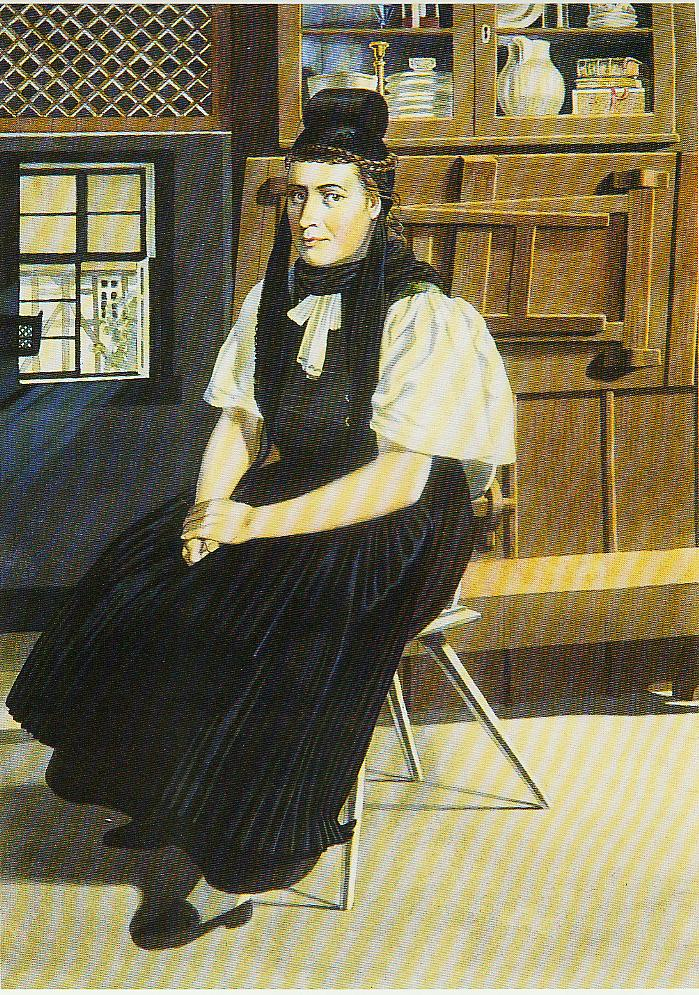
Tracht aus Holzhausen, Amt Biedenkopf, Aquarell von Ferdinand Justi

Die Statistisch-topographisch-historische Beschreibung des Großherzogthums Hessen berichtet 1830 über Holzhausen:

„Holzhausen {L. Bez. Gladenbach) evangel. Pfarrdorf; liegt an der Dautphe, in einer rauhen Gegend und 1 3⁄4 St. von Gladenbach. Der Ort hat 92 Häuser 564 Einwohner, die außer 1 Katholiken evangelisch sind, sowie 1 Kirche und 1 Mahlmühle. Man findet eine Kupferschmelze und ein Kupferbergwerk, das aber nicht betrieben wird.“

Mit Wirkung zum 1. Oktober 1954 wurde auf Beschluss der Hessischen Landesregierung der Name der Gemeinde von „Holzhausen bei Gladenbach“ nach „Holzhausen am Hünstein“ geändert.

### Gebietsreform
Zum 1. Juli 1974 wurde die bis dahin selbständige Gemeinde Holzhausen im Zuge der Gebietsreform in Hessen mit 11 weiteren Gemeinden kraft Landesgesetz zur neuen Großgemeinde Dautphetal zusammengeschlossen. Sitz der Gemeindeverwaltung wurde der Ortsteil Dautphe. Für alle ehemals eigenständigen Gemeinden von Dautphetal wurden Ortsbezirke mit Ortsbeirat und Ortsvorsteher nach der Hessischen Gemeindeordnungeingerichtet.

### Ringwall Hünstein
Die Ringwallanlage auf dem 504 Meter hohen Hünstein entstand vermutlich während der Hallstattzeit oder der Latènezeit. Sie liegt etwa einen Kilometer südöstlich des Ortes in einer Zone erzführender Diabase am Ostrand des Rheinischen Schiefergebirges.

### Territorialgeschichte und Verwaltung im Überblick
Die folgende Liste zeigt im Überblick die Territorien, in denen Holzhausen lag, bzw. die Verwaltungseinheiten, denen es unterstand:
- vor 1567: Heiliges Römisches Reich, Landgrafschaft Hessen, Amt Biedenkopf, Gericht Dautphe
- ab 1567: Heiliges Römisches Reich, Landgrafschaft Hessen-Marburg, Amt Biedenkopf, Gericht Dautphe[11]
- 1604–1648: strittig zwischen Hessen-Kassel und Hessen-Darmstadt (Hessenkrieg)
- ab 1604: Heiliges Römisches Reich, Landgrafschaft Hessen-Kassel, Amt Biedenkopf, Gericht Dautphe
- ab 1627: Heiliges Römisches Reich, Landgrafschaft Hessen-Darmstadt, Oberfürstentum Hessen, Amt Biedenkopf, Gericht Dautphe[12][13]
- ab 1806: Rheinbund, Großherzogtum Hessen, Oberfürstentum Hessen, Amt Biedenkopf[14]
- ab 1815: Deutscher Bund, Großherzogtum Hessen, Provinz Oberhessen, Amt Biedenkopf[15]
- ab 1821: Deutscher Bund, Großherzogtum Hessen, Provinz Oberhessen, Landratsbezirk Gladenbach (Trennung von Justiz (Landgericht Gladenbach) und Verwaltung)
- ab 1832: Deutscher Bund, Großherzogtum Hessen, Provinz Oberhessen, Kreis Biedenkopf
- ab 1848: Deutscher Bund, Großherzogtum Hessen, Regierungsbezirk Biedenkopf
- ab 1852: Deutscher Bund, Großherzogtum Hessen, Provinz Oberhessen, Kreis Biedenkopf
- ab 1867: Norddeutscher Bund, Königreich Preußen, Provinz Hessen-Nassau,  Regierungsbezirk Wiesbaden, Kreis Biedenkopf (übergangsweise Hinterlandkreis)[13]
- ab 1871: Deutsches Reich, Königreich Preußen, Provinz Hessen-Nassau, Regierungsbezirk Wiesbaden, Kreis Biedenkopf
- ab 1918: Deutsches Reich, Freistaat Preußen, Provinz Hessen-Nassau, Regierungsbezirk Wiesbaden, Kreis Biedenkopf
- ab 1932: Deutsches Reich, Freistaat Preußen, Provinz Hessen-Nassau, Regierungsbezirk Wiesbaden, Kreis Dillenburg
- ab 1933: Deutsches Reich, Freistaat Preußen, Provinz Hessen-Nassau, Regierungsbezirk Wiesbaden, Kreis Biedenkopf
- ab 1944: Deutsches Reich, Freistaat Preußen, Provinz Nassau, Landkreis Biedenkopf
- ab 1945: Amerikanische Besatzungszone, Groß-Hessen, Regierungsbezirk Wiesbaden, Landkreis Biedenkopf
- ab 1949: Bundesrepublik Deutschland, Land Hessen (seit 1946), Regierungsbezirk Wiesbaden, Landkreis Biedenkopf
- ab 1968: Bundesrepublik Deutschland, Land Hessen, Regierungsbezirk Darmstadt, Landkreis Biedenkopf
- ab 1974: Bundesrepublik Deutschland, Land Hessen, Regierungsbezirk Kassel, Landkreis Marburg-Biedenkopf
- Am 1. Juli 1974 wurde Holzhausen als Ortsteil der neu gebildeten Gemeinde Dautphetal eingegliedert.
- ab 1981: Bundesrepublik Deutschland, Land Hessen, Regierungsbezirk Gießen, Landkreis Marburg-Biedenkopf

### Einwohnerentwicklung

#### Einwohnerstruktur
Nach den Erhebungen des Zensus 2011 lebten am Stichtag dem 9. Mai 2011 in Holzhausen 1878 Einwohner. Darunter waren 21 (1,1 %) Ausländer.
Nach dem Lebensalter waren 309 Einwohner unter 18 Jahren, 774 zwischen 18 und 49, 390 zwischen 50 und 64 und 405 Einwohner waren älter.
Die Einwohner lebten in 831 Haushalten. Davon waren 240 Singlehaushalte, 255 Paare ohne Kinder und 234 Paare mit Kindern, sowie 84 Alleinerziehende und 15 Wohngemeinschaften. In 192 Haushalten lebten ausschließlich Senioren/-innen und in 528 Haushaltungen lebten keine Senioren/-innen.

#### Einwohnerzahlen
| Quelle: Historisches Ortslexikon | |
| • 1577:                          | 051 Hausgesesse                                                                                        |
| • 1630:                          | 037 Hausgesesse (6 dreispännige, 7 zweispännige, 13 einspännige Ackerleute, 11 Einläuftige). 2 Witwen. |
| • 1677:                          | 001 Freier, 41 Hausgründe, 3 Witwen, 18 ledige Personen.                                               |
| • 1742:                          | 039 Haushalte                                                                                          |
| • 1791:                          | 345 Einwohner                                                                                          |
| • 1800:                          | 430 Einwohner                                                                                          |
| • 1806:                          | 460 Einwohner, 74 Häuser                                                                               |
| • 1829:                          | 564 Einwohner, 92 Häuser                                                                               |

| Holzhausen: Einwohnerzahlen von 1791 bis 2018 | Holzhausen: Einwohnerzahlen von 1791 bis 2018 | Holzhausen: Einwohnerzahlen von 1791 bis 2018 | Holzhausen: Einwohnerzahlen von 1791 bis 2018 | Holzhausen: Einwohnerzahlen von 1791 bis 2018 |
| --- | --------------------------------------------- | --------------------------------------------- | --------------------------------------------- | --------------------------------------------- |
| Jahr |                                               |                                               |                                               | Einwohner                                     |
| 1791 | 1791                                          |                                               | 345                                           | 345                                           |
| 1800 | 1800                                          |                                               | 430                                           | 430                                           |
| 1806 | 1806                                          |                                               | 460                                           | 460                                           |
| 1829 | 1829                                          |                                               | 564                                           | 564                                           |
| 1834 | 1834                                          |                                               | 610                                           | 610                                           |
| 1840 | 1840                                          |                                               | 677                                           | 677                                           |
| 1846 | 1846                                          |                                               | 666                                           | 666                                           |
| 1852 | 1852                                          |                                               | 650                                           | 650                                           |
| 1858 | 1858                                          |                                               | 612                                           | 612                                           |
| 1864 | 1864                                          |                                               | 620                                           | 620                                           |
| 1871 | 1871                                          |                                               | 598                                           | 598                                           |
| 1875 | 1875                                          |                                               | 610                                           | 610                                           |
| 1885 | 1885                                          |                                               | 706                                           | 706                                           |
| 1895 | 1895                                          |                                               | 695                                           | 695                                           |
| 1905 | 1905                                          |                                               | 739                                           | 739                                           |
| 1910 | 1910                                          |                                               | 807                                           | 807                                           |
| 1925 | 1925                                          |                                               | 1.008                                         | 1.008                                         |
| 1939 | 1939                                          |                                               | 1.119                                         | 1.119                                         |
| 1946 | 1946                                          |                                               | 1.564                                         | 1.564                                         |
| 1950 | 1950                                          |                                               | 1.593                                         | 1.593                                         |
| 1956 | 1956                                          |                                               | 1.522                                         | 1.522                                         |
| 1961 | 1961                                          |                                               | 1.565                                         | 1.565                                         |
| 1967 | 1967                                          |                                               | 1.713                                         | 1.713                                         |
| 1980 | 1980                                          |                                               | ?                                             | ?                                             |
| 1990 | 1990                                          |                                               | ?                                             | ?                                             |
| 2000 | 2000                                          |                                               | ?                                             | ?                                             |
| 2007 | 2007                                          |                                               | 2.090                                         | 2.090                                         |
| 2011 | 2011                                          |                                               | 1.878                                         | 1.878                                         |
| 2016 | 2016                                          |                                               | 1.898                                         | 1.898                                         |
| 2018 | 2018                                          |                                               | 1.856                                         | 1.856                                         |
| Datenquelle: Historisches Gemeindeverzeichnis für Hessen: Die Bevölkerung der Gemeinden 1834 bis 1967. Wiesbaden: Hessisches Statistisches Landesamt, 1968. Weitere Quellen: LAGIS; nach 1970: Gemeinde Dautphetal (webarchiv); Zensus 2011 |                                               |                                               |                                               |                                               |

#### Religionszugehörigkeit
| Quelle: Historisches Ortslexikon |                                                                                            |
| • 1829:                          | 0563 evangelische, ein römisch-katholischer Einwohner                                      |
| • 1885:                          | 0547 evangelische (= 88,94 %), 6 katholische (= 0,98 %), 62 jüdische (= 10,08 %) Einwohner |
| • 1961:                          | 1383 evangelische (= 88,37 %), 153 römisch-katholische (= 9,78 %) Einwohner                |

#### Erwerbstätigkeit
| Quelle: Historisches Ortslexikon | |
| • 1867:                          | Erwerbspersonen: 181 Landwirtschaft, 3 Bergbau und Hüttenwesen, 1 Kirche und Gottesdienst, 5 Gemeindeverwaltung.                      |
| • 1961:                          | Erwerbspersonen: 226 Land- und Forstwirtschaft, 410 produzierendes Gewerbe, 73 Handel und Verkehr, 68 Dienstleistungen und Sonstiges. |

## Politik

### Wappen
Am 15. November 1951 genehmigte der Hessische Minister des Innern das Wappen mit folgender Beschreibung:
| Wappen von Holzhausen | Blasonierung: „In Rot auf goldenem Dreiberg ein singender blau bewehrter silberner Vogel.“ |
| Wappen von Holzhausen | Wappenbegründung: Der Vogel im Holzhäuser Wappen symbolisiert die Tradition der „Strompmänner“ aus dem 17. Jahrhundert. Die Wiesen im Hinterland waren nicht sehr fruchtbar, so dass andere Wege gefunden werden mussten, um Geld zu verdienen. Die fleißigen Holzhäuser strickten daher Strompe (Strümpfe), die von Wanderhändlern verkauft wurden. Da sie wie die Zugvögel im Herbst das Hinterland verließen und erst im Frühjahr wieder kamen, wurden die Händler „de Vujeln“ (die Vögel) genannt. Aus den kleinen Handwerksbetrieben entwickelten sich schnell industrielle Betriebe in Holzhausen. Die drei Hügel, auf denen der Zugvogel sitzt, stehen für die Berge Staufenberg, Hünstein und Allberg. |

### Ortsbeirat
Holzhausen verfügt als Ortsbezirk über einen Ortsbeirat, bestehend aus fünf Mitgliedern, dessen Vorsitzender ein Ortsvorsteher ist.

## Wirtschaft und Infrastruktur

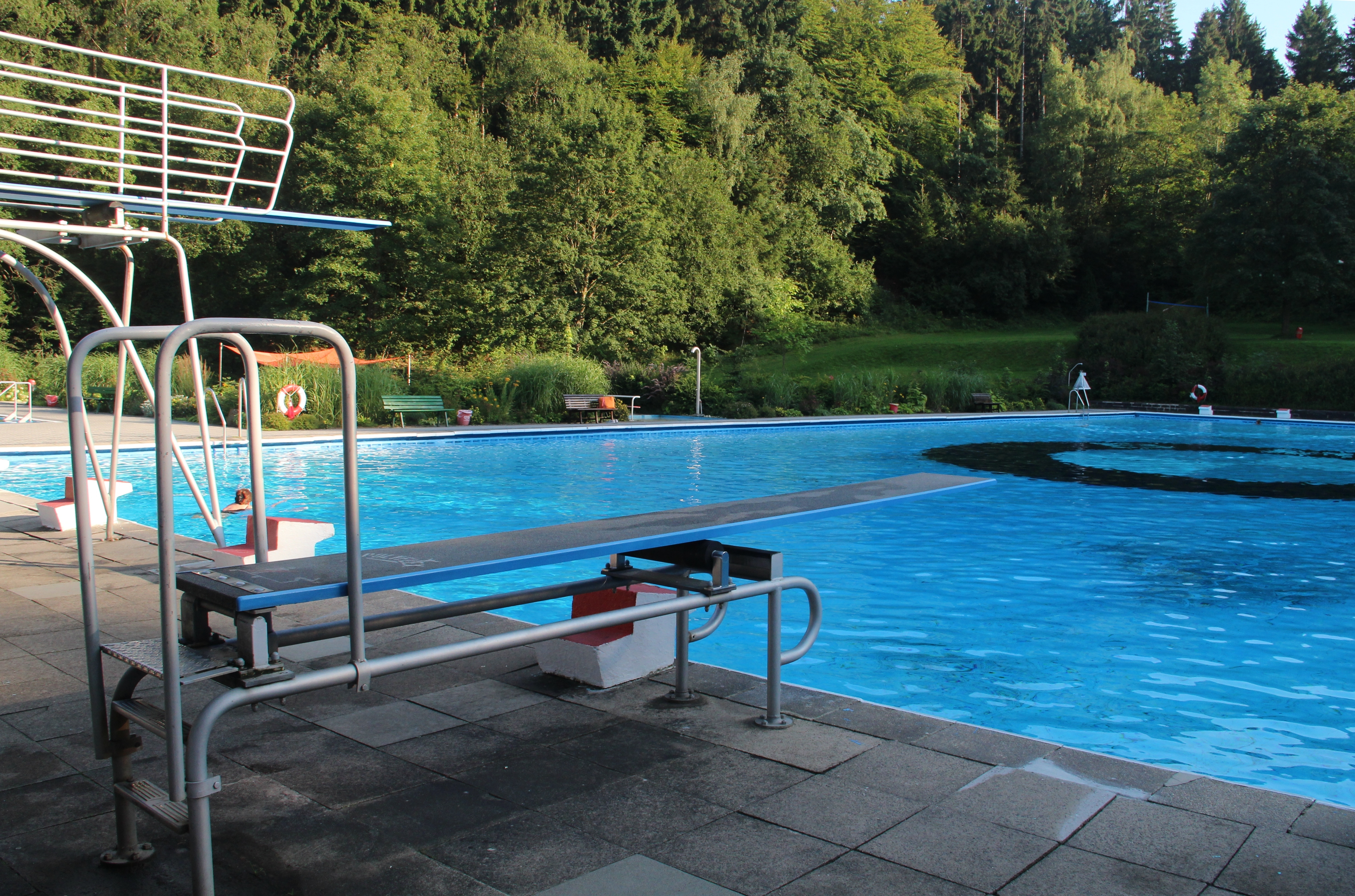
Waldschwimmbad

### Öffentliche Einrichtungen
im Ort gibt es eine evangelische Kirche, eine Grundschule, einen Kindergarten, einen Kinderspielplatz, ein Bürgerhaus, eine Kegelbahn, mehrere Sportplätze, ein Tretbecken, eine Parkanlage, eine Schutzhütte, mehrere Grillplätze, eine Skipiste mit Lift, eine Loipe, eine Tennishalle mit Freiplätzen, ein Minigolfplatz, ein Reitplatz und mehrere markierte Wanderwege. Eine lokale Besonderheit stellt das 1935 eröffnete Waldschwimmbad dar. Es wird durch einen eigenen Förderverein der Bürger unterhalten und umfasst u. a. drei Schwimmbecken; das größte ist 50 mal 25 m groß.

### Verkehr
Die Buslinie MR-40 von Gladenbach (Busbahnhof) nach Biedenkopf (Marktplatz) der Verkehrsgesellschaft  ALV-Oberhessen fährt die innerörtliche Haltestelle Dautphetal-Holzhausen Talstraße in beide Richtungen im Zweistundentakt an. Die Linie bietet in Wolfgruben über die Bushaltestelle Wolfgruben Wilhelmshütte bzw. den Bahnhaltepunkt Wilhelmshütte Anschluss an die Obere Lahntalbahn. 
Etwas östlich umgeht die Bundesstraße 453 den Ort.

## Sehenswürdigkeiten
Im Dorf gibt es mehrere Wohnhäuser, die mit Kratzputz-Feldern u. a. von Johann Jost Donges (1793–1859) dekoriert sind. Eine andere Sehenswürdigkeit ist der Aussichtsturm auf dem „Hünstein“.

## Sohn Holzhausens
- Julius Dieterich (1864–1952), Archivar im Hessischen Staatsarchiv, Hochschullehrer in Gießen